# Bawolec rudy
Bawolec rudy, dawniej: kama (Alcelaphus caama) – gatunek dużej antylopy, do niedawna traktowany jako podgatunek antylopy krowiej.

## Nazwa zwyczajowa
We wcześniejszej polskiej literaturze zoologicznej dla określenia gatunku używana była nazwa zwyczajowa kama. Ostatecznie w wydanej w 2015 roku przez Muzeum i Instytut Zoologii Polskiej Akademii Nauk publikacji „Polskie nazewnictwo ssaków świata” gatunkowi nadano oznaczenie bawolec rudy.

## Występowanie i biotop
Afryka Południowa – Angola, Botswana, Lesotho, Namibia, Południowa Afryka, Suazi i Zimbabwe. Zajmują otwarte tereny trawiaste, głównie sawanny.

## Charakterystyka ogólna
Budowa i tryb życia podobny do bawolca krowiego. Przedstawiciele gatunku są bardzo spokojne, wręcz flegmatyczne. Mają rogi o długości 40 cm, które są u nasady zrośnięte w jeden wspólny pień, dalej zaś lirowato wygięte, z pierścieniowatymi zgrubieniami na powierzchni. Występują u osobników obu płci. 
Bawolec rudy ta osiąga wiek 15 lat na wolności i 20 lat w zoo.

## Znaczenie
Bawolec rudy stanowi pokarm dużych ssaków drapieżnych.

## Zagrożenia i ochrona
W Czerwonej księdze gatunków zagrożonych Międzynarodowej Unii Ochrony Przyrody i Jej Zasobów został wpisany jako podgatunek bawolca krowiego i zaliczony do kategorii LC (najmniejszej troski).